# What Men Want - Quello che gli uomini vogliono
What Men Want - Quello che gli uomini vogliono (What Men Want) è un film del 2019 diretto da Adam Shankman.
È il remake del film What Women Want - Quello che le donne vogliono ma capovolge il punto di vista.

## Trama
Alison è una agente sportiva in grado di sentire i pensieri degli uomini. Questo la aiuta a tenere a bada i suoi arroganti colleghi uomini mentre cerca di far firmare un contratto ad una nascente stella del basket.

## Distribuzione
Il film è stato distribuito nelle sale cinematografiche statunitensi dall'8 febbraio 2019.